# Jamaica (Iowa)
Jamaica – miasto w Stanach Zjednoczonych, w stanie Iowa, w hrabstwie Guthrie. Zgodnie ze spisem statystycznym z 2000 roku, miasto liczyło 237 mieszkańców.

## Zdjęcia

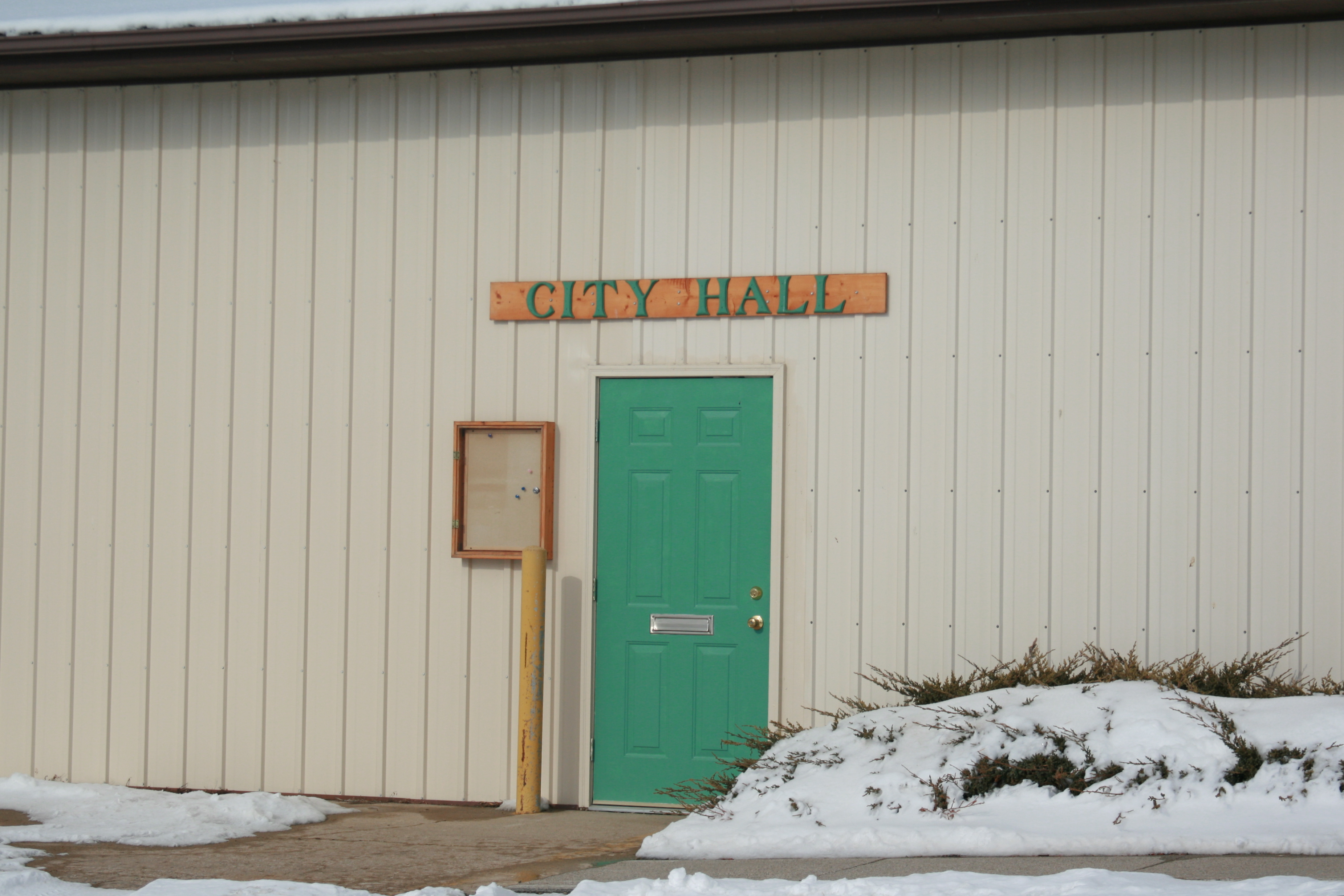
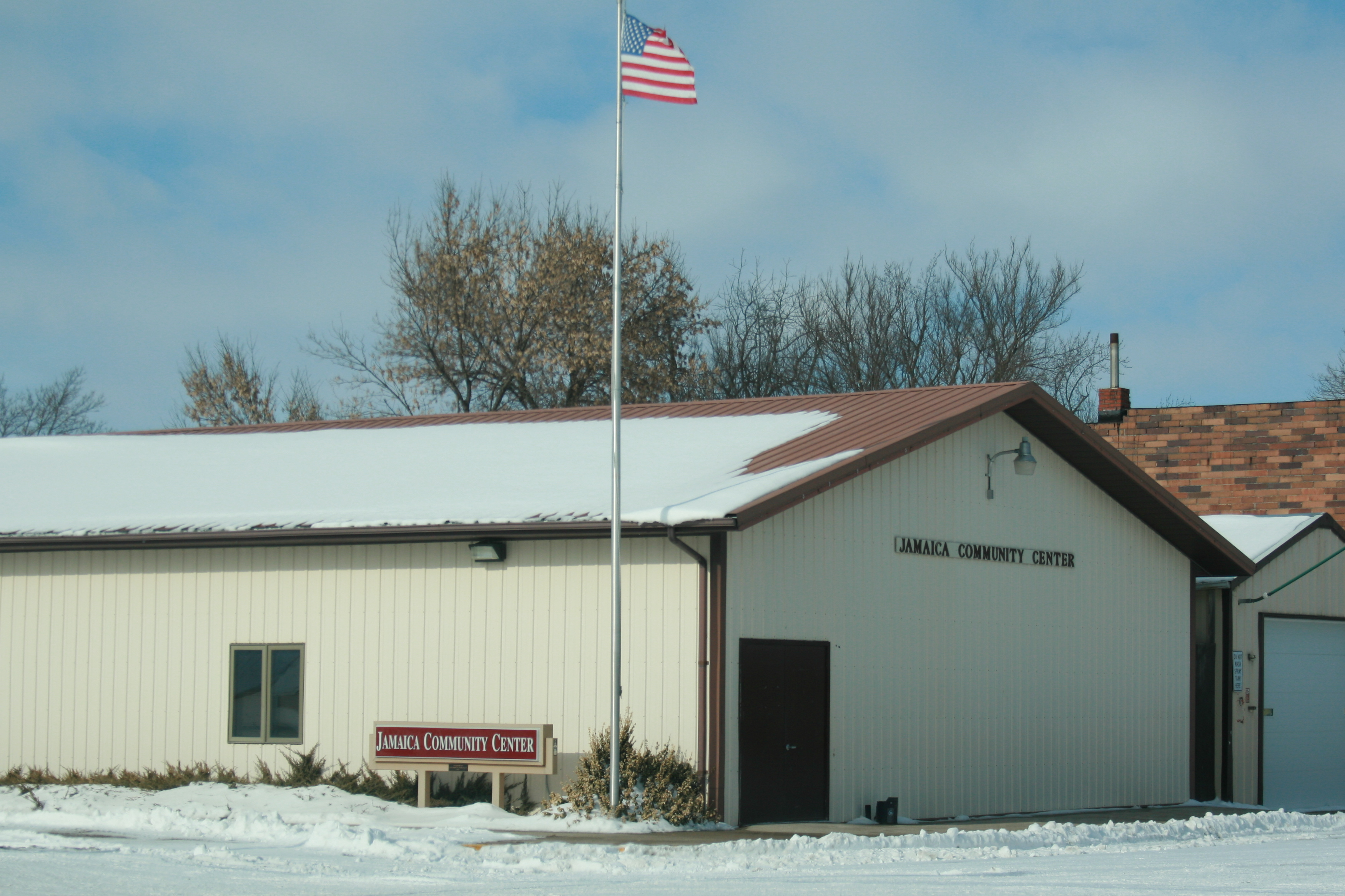
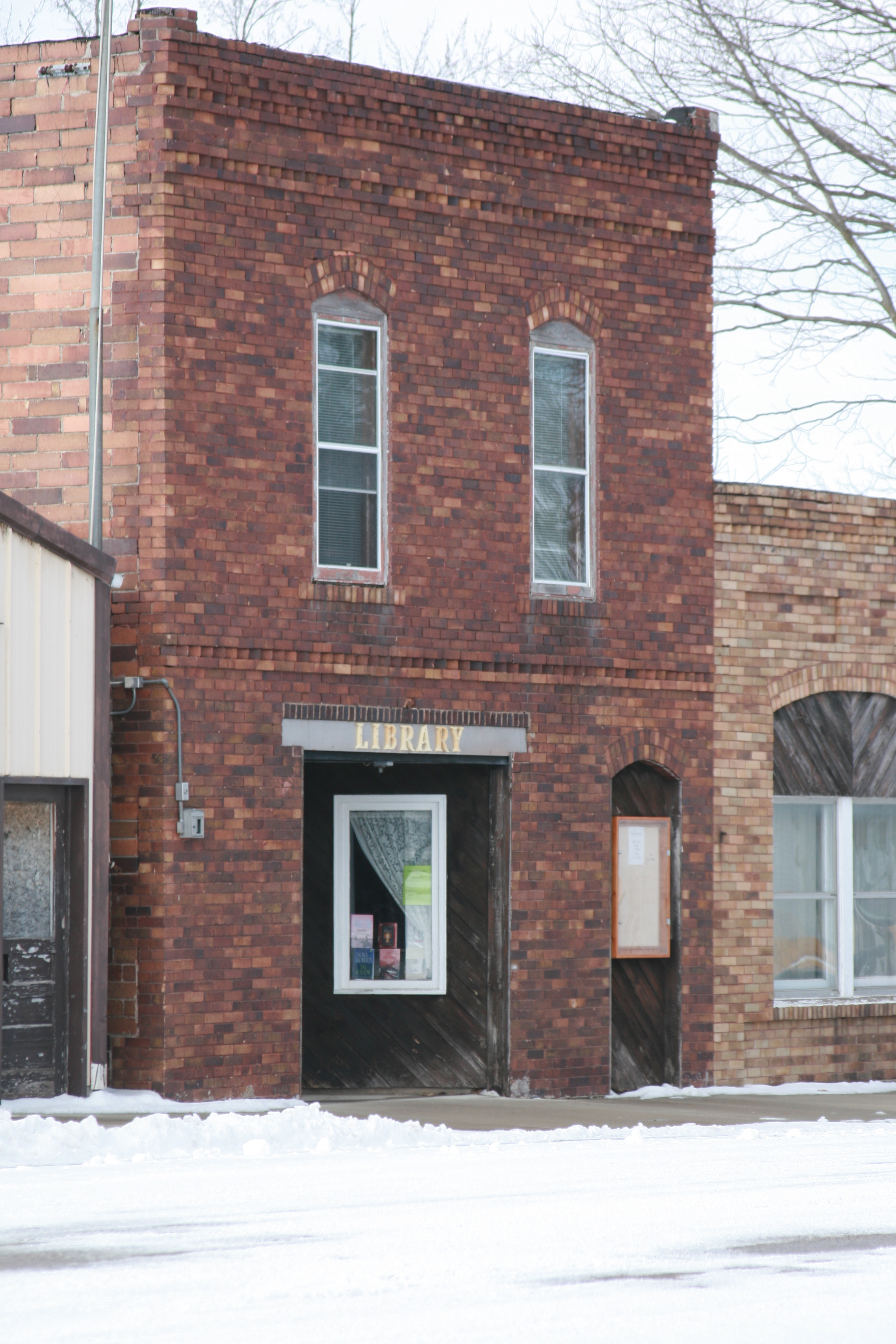
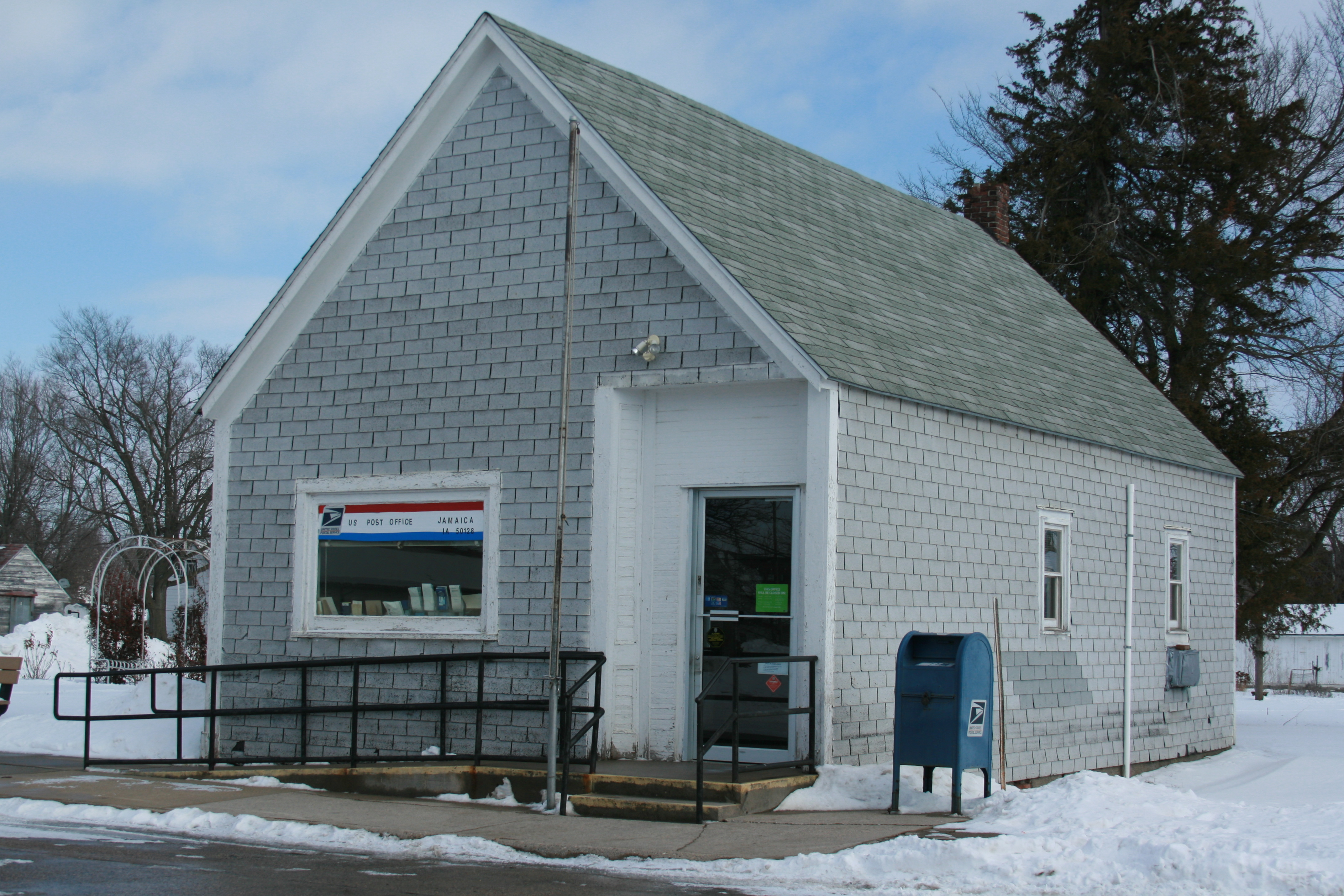
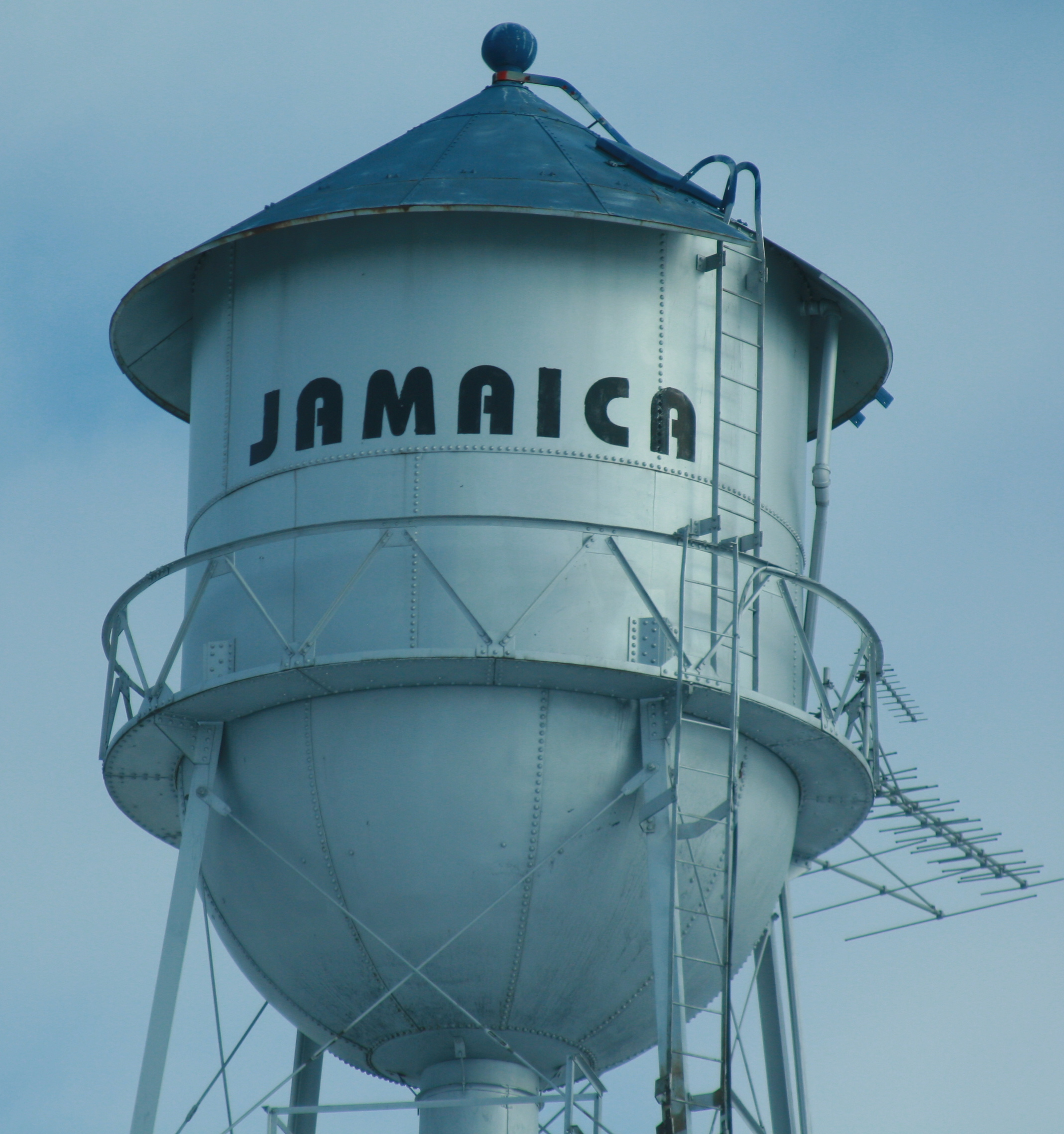
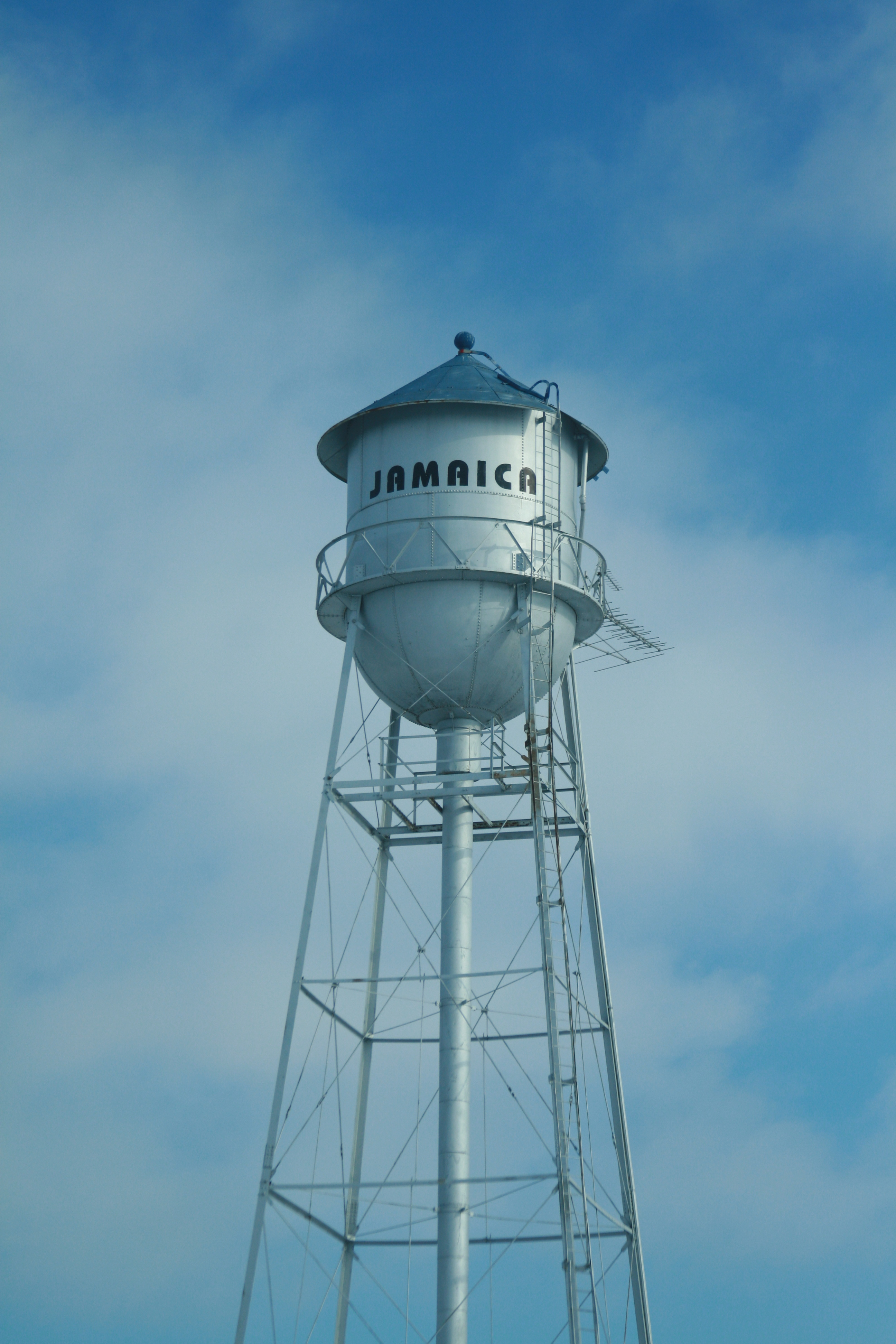